# George Blagden
George Blagden (Londra, 28 dicembre 1989) è un attore britannico.
È noto per aver recitato nel film Les Misérables nel ruolo di Grantaire, nella serie TV Vikings nel ruolo di Athelstan e nella serie TV Versailles nel ruolo di Luigi XIV.
È sposato con l'attrice Laura Pitt-Pulford dal 2019 e la coppia ha avuto un figlio, Arlo, nel 2020.

## Filmografia

### Cinema
- La furia dei titani (Wrath of the Titans), regia di Jonathan Liebesman (2012)
- Les Misérables, regia di Tom Hooper (2012)
- After the Dark, regia di John Huddles (2013)
- Blood Moon, regia di Jeremy Wooding (2014)
- No Postage Necessary, regia di Jeremy Culver (2017)
- How You Look at Me, regia di Gabriel Henrique Gonzalez (2018)
- The Land of Dreams, regia di Nicola Abbatangelo (2022)

### Televisione
- Vikings – serie TV, 25 episodi (2013-2015)
- Versailles – serie TV, 30 episodi (2015-2018)
- Black Mirror – serie TV, episodio 4x04 (2017)

## Doppiatori italiani
Nelle versioni in italiano dei suoi film, George Blagden è stato doppiato da:
- Edoardo Stoppacciaro in Versailles
- Ruggero Andreozzi in Vikings
- Alessandro Rigotti in Black Mirror
- Davide Perino in The Land of Dreams